# 김진국 (정치인)
김진국(KIM, JIN-KUK, 金鎭國 1970년 8월 15일~) 전 세종대교수, 국민인성회복 운동가로 활동하였다.
영국황실재단 자선대사, 유엔평화대사이며 현재 지구촌의 기아와 빈곤, 소외계층의 자립을 돕는 지구촌 인도주의 프로젝트를 진행하고 있다.

## 주요활동
(사)한국소믈리에협회 홍보이사·부회장을 역임하였으며, 팔당수질정책협의회 한강수질정책 연구위원, 100세정책연구원 원장, (사)한국여성유권자연맹 자문교수와 (사)청소년고충위원회 상임대표등을 역임하였다. 국민인성회복운동 단체인 옳고바른마음쓰기 범국민운동본부 중앙위원장, 국민인성교육진흥재단 상임이사를 역임하였다.

## 주요 저서
- 자서전 「산골소년의 추억」
- 「최신와인학개론」, 백산출판사, 2013

- 「와인학 개론」, 백산출판사, 2002

- 「The Wine Drinkers Notebook」, 백산출판사, 2002

- 「김진국과 같이 배우는 와인의 세계」, 가림출판사, 2001

- 「나도 이젠 무대위의 주인공이다」, 도서출판바른지식, 2000

- 「음주와 인체와의 역학관계」 논문 등 다수

## 수상경력
- 자랑스런 한국인상(2008)

- 한국현대인물사 등재(2006)

- 중소기업청장 표창(2006)

- 월간 ‘Cookand’지 선정 Best of Best 5(1998)

## 언론활동
- EBS〔직업의 세계〕, TBS〔굿모닝 서울〕, TBS교통방송〔김한국 장윤정의 줄거운 운전석〕, KBS FM〔이주향의 책마을 산책〕, MBC〔21세기 위원회〕, MBC〔9시 뉴스데스크〕 등 Media 와 일간지, 경제지, 전문잡지등 200여회 칼럼연재 및 기고